# Helophorus strigifrons
Helophorus strigifrons är en skalbaggsart som beskrevs av Thomson 1868. Helophorus strigifrons ingår i släktet Helophorus, och familjen halsrandbaggar. Arten är reproducerande i Sverige.